# Биљини (Кунео)
Биљини је насеље у Италији у округу Кунео, региону Пијемонт.
Према процени из 2011. у насељу је живело 399 становника. Насеље се налази на надморској висини од 176 м.